# 皮奧加 (印第安納州)
皮奧加（英語：Peoga）是位於美國印地安納州布朗縣的一個非建制地區。該地的面積和人口皆未知。

## 地理
皮奧加的座標為39°20′35″N 86°08′39″W / 39.34306°N 86.14417°W，而該地的平均海拔高度為305米（即1001英尺）。